# 이상미 (배우)
이상미(1962년 1월 또는 2월 ~ )는 대한민국의 배우이다.

## 생애
국민학교 때부터 고등학교 재학 때까지 광고 모델로 활동하다 1982년 MBC 공채 탤런트 15기로 데뷔하였다. 1985년 《전원일기》에 합류하여 개똥엄마 이혜란 역을 맡아 활약하였으며 《전원일기》종영 뒤 한때 배우생활을 포기하는 것도 검토했지만 2003년 iTV 코믹드라마 <러브 러브>를 통해  '끝'이라고 생각했던 배우생활이 계속 이어지기도 했는데 이 프로그램 주요 출연진 중 한 명이었던 최양락의 아내 팽현숙(개그우먼)은 본인(이상미)가 조연으로 나온 SBS  《금잔화》(극중 김진경 역)를 통해 탤런트 데뷔를 했으며 이 작품 출연진 중 한 명인 장서희와 함께 KBS 2TV  《드라마게임》'신 신데렐라' '아줌마 특공대'에서 호흡을 맞춘 문영미는 <러브 러브>에서 본인(이상미) 시어머니 역을 맡았다.
2011년 이해윤으로 개명하였으나 현재는 본명으로 각종 재연 프로그램에서 단역으로 주로 출연하고 있다.

## 출연 작품

### 영화
- 1983년 《겨울여자 2부 (1982년 作)》 - 단역
- 1987년 《가슴을 펴라 (1986년 作)》 - 조연 역
- 1987년 《학창 보고서》 - 조연 역
- 2002년 《난청지역》 - 경호 엄마 역
- 2002년 《1호선》 - 사장 사모 역
- 2008년 《사랑과 전쟁: 열두 번째 남자》 - 영자 역

### 드라마
- 1984년 ~ 1985 MBC 《조선왕조 오백년 - 설중매》 - 배역미상
- 1980년 ~ 2002년 MBC 《전원일기》 - 이혜란 역 (1985년부터 출연)
- 1987년 MBC 《내일 또 내일》
- 1987년 MBC 《우리들의 신부》
- 1988년 MBC 《원미동 사람들》
- 1988년 MBC 《거리의 약사》
- 1990년 ~ 2007년 KBS1 《대추나무 사랑걸렸네》 - 김필숙 역 (3기 등장인물)
- 1991년 MBC 《천사에게 날개를》 - 성호 누나 역
- 1991년 MBC 《또 하나의 행복》
- 1991년 ~ 2007년 MBC 《베스트 극장》 - 각종 단역 (1992년 ~ 2006년까지 출연)
- 1992년 SBS 《금잔화》 - 차송희 역
- 1992년 SBS 《모래위의 욕망》 - 윤난정 역
- 1995년 SBS 《고백》
- 1996년 MBC 《별》
- 1997년 MBC 《강릉 가는 옛길》
- 1997년 MBC 《예스터데이》
- 1997년 ~ 1998년 SBS 《SBS 70분 드라마 - '머피와 샐리의 법칙' 편 '집에 가는 길' 편》 - 각종 단역
- 1998년 MBC 《그날 이후》
- 1999년 ~ 2009년 KBS2 《부부클리닉 사랑과 전쟁》 - 각종 단역 (2006년부터 출연)
- 2000년 ~ 2008년 KBS2 《KBS 드라마시티》 - 지화자 역 (2007년 '쉘 위 밸리댄스?' 편 출연)
- 2000년 ~ 2001년 MBC 《온달왕자들》 - 심사위원 역
- 2002년 ~ 2003년 EBS 《TV로 보는 원작동화》 - 단역 (2003년 '꿈속의 친구 편' 출연)
- 2003년 iTV 《코믹드라마 러브러브》
- 2005년 ~ 2006년 EBS 《겨울아이》 - 한봉자 역
- 2006년 EBS 《비밀의 교정》 - 단역 (선생님 사랑해요 편)
- 2007년 MBC 《9회말 2아웃》
- 2007년 ~ 2008년 MBC 《이산》 - 최상궁 역
- 2008년 MBC 《쑥부쟁이》
- 2010년 MBC 《동이》 - 도상궁 역
- 2011년 SBS 《신기생뎐》 - 신효리 역
- 2011년 ~ 2014년 KBS2 《부부클리닉 사랑과 전쟁 시즌 2》 - 각종 단역 (2012년부터 출연)
- 2012년 MBC 《천사의 선택》 - 유란 모 역
- 2014년 MBC 《호텔킹》 - 윤지원 역
- 2017년 ~ 2018년 SBS 《해피시스터즈》 - 강덕자 역

### TV 프로그램
- 1991년 ~ 현재 SBS 《모닝와이드》 - 게스트 출연 (2011년 1013회 방송분 출연)
- 1996년 ~ 현재 SBS 《좋은 아침》 - 게스트 출연 (2010년 3522회 방송분 출연)
- 1996년 ~ 1998년 MBC 《여자를 말한다 - '엄마는 못말려' 편, '황혼의 그림자' 편 '꿈을 찾는 사람들' 편》 - 각종 단역 (1997년 출연)
- 1997년 ~ 1999년 SBS 《토요미스테리 극장》 - 각종 단역 (1997년 ~ 1998년까지 출연)
- 2000년 ~ 2014년 SBS 《도전 1000곡》 - 게스트 출연 (2011년 157회 방송분 출연)
- 2014년 ~ 현재 MBN 《기막힌 이야기 실제상황》 - 각종 단역
- 2013년 ~ 2016년 채널A 《천 개의 비밀 어메이징 스토리》 - 각종 단역
- 2014년 ~ 2016년 TV조선 《이것은 실화다》 - 각종 단역
- 2014년 ~ 현재 채널A 《닥터 지바고》 - 게스트 출연 (2017년 123회 방송분 출연)
- 2016년 ~ 현재 TV조선 《스타다큐 마이웨이》 - 출연 (2018년 109회 방송분 출연)
- 2020년 ~ 현재 MBC 《다큐플렉스 - '전원일기 2021'편》 - 출연 (2021년 24회 방송분 출연)

### 광고
- 1984년 썬실크
- 1985년 칠성사이다

### 홍보대사
- 2011년 해양경찰청 1기 명예홍보대사